# Kallistratos (Grammatiker)
Kallistratos war ein alexandrinischer Grammatiker der Antike. Er lebte um die Mitte des 2. Jahrhunderts v. Chr. und war Schüler des Aristophanes von Byzanz, weswegen er auch Aristophaneios genannt wurde.
Kallistratos beschäftigte sich vor allem mit der Kritik und Erklärung Homers und der dramatischen Dichter. Doch sind seine Schriften nur aus zahlreichen Zitaten bekannt, die sich in späteren Scholien finden.